# أندرسن برس
أندرسن برس، هي شركة بريطانية لنشر الكتب. تأسست في عام 1976 من قبل كلاوس فلوج، وسميت بعد ذلك باسم هانز كريستيان أندرسين. تمتلك دار راندوم عقد في الشركة ولديها علاقة قوية مع انديرسين.
الكتاب الأول في القائمة كان المعتدل والدببة الثلاثة وبحلول هذا الوقت تم ظهور الكاتب توني روس، والذي كتب سلسلة الأطفال الشهيرة الاميرات الصغيرات. الآن تتكون قائمة مطبعة انديرسين من أكثر من 1000 عنوان منشور، لا يزال معظمها في الطباعة.
مطبعة انديرسين مختصين في الكتب المصورة وخيال الأطفال، ومن المؤلفين الذين ينشرون ميلفين بيرجيس وماكس فيلتويجس ورالف ستيدمان وكوينتين بليك وجين ويليس وإيما شيشستر كلارك. من المحتمل أن أكثر شخصية معروفة في القائمة هي المر الفيل المرقعة، التي أنشأها ديفيد ماكي

## روابط خارجية
- موقع رسمي